# 明友
株式会社明友（めいゆう）は、山形県尾花沢市に本社を置く製菓業者。和菓子を中心に、県内の観光地やキヨスク・観光ホテルでの卸し販売と直営での店舗での販売を主としている。

## 沿革
- 1897年（明治30年）- 創業。
- 1971年（昭和46年）- 設立。

## 直営店舗
- そば処明友庵[1] - 尾花沢市五十沢字前森山
- 銀山温泉 めいゆう庵[2] - 尾花沢市銀山新畑
- 銀山温泉 はいからさんのカリーパン[3] - 尾花沢市銀山新畑
- 揚げまんじゅう本舗 仙台定義店[4] - 仙台市青葉区大倉上下
- 大正ろまん館[5] - 尾花沢市上柳渡戸

## 主な商品
- くぢら餅（久持良餅）[6]
- ずんだんまんじゅう[7]
- ずんだん餅[8]
- くるみゆべし
- スイカマンジュウ[9]
- スイカ大福[10]
- 銀山温泉はいからさんのカリーパン[11]（銀山温泉名物）
- 炎のカリーパン
  - モンテディオ山形のオフィシャルグッズの為、NDソフトスタジアム限定販売。
  - 2007年6月、水戸ホーリーホック戦より「炎のカリーパン」対戦相手を喰っちゃおーシリーズとして対戦相手にちなんだ具材をカリーパンに入れる。ほぼ一時間程度で売切れてしまうNDソフトスタジアムの名物。
  - その人気は山形のみならず全国に広がり、現在ではJリーグ公認扱いとなってアウェイの試合会場でも販売できるようになった。